# Mordellistena nigriventris
Mordellistena nigriventris es una especie de coleóptero de la familia Mordellidae. Presenta las siguientes subespecies: M. n. sikorai y M. n. madecassa.

## Distribución geográfica
Habita en Madagascar.